# Klupp

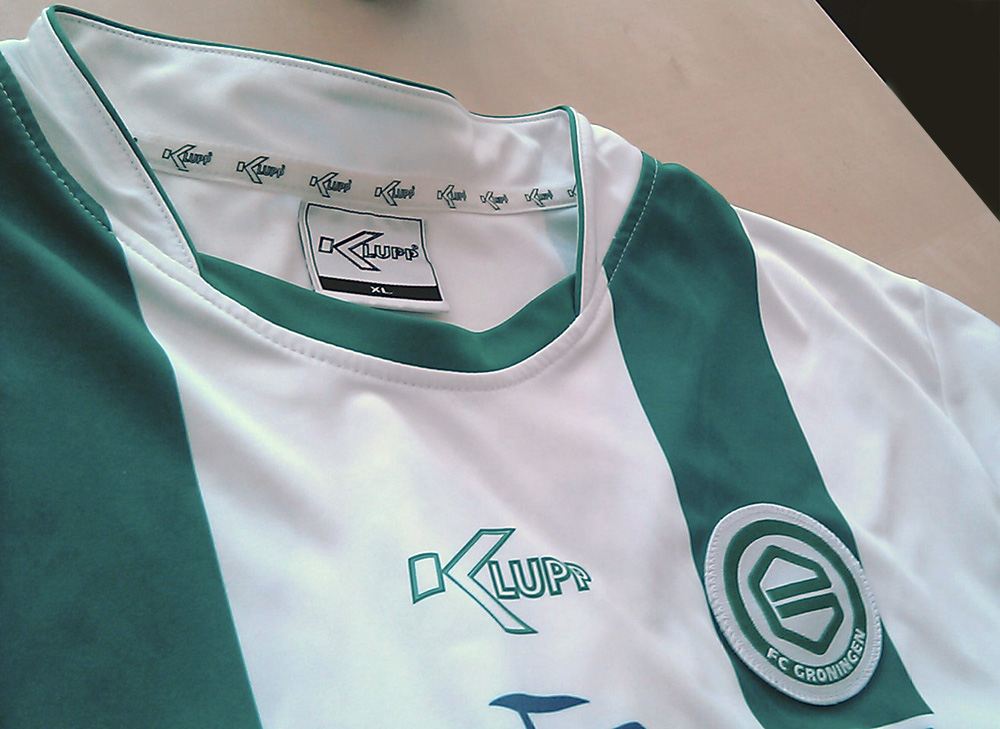
Klupp-logo op het shirt van FC Groningen

Klupp Sportswear is een Nederlandse fabrikant van sportkleding die sterk vertegenwoordigd is in voetbal en basketbal, maar ook kleding voor andere sport zit in het assortiment.

## Geschiedenis
Klupp bestaat sinds 2005 en heeft sindsdien samenwerkingscontracten afgesloten met enkele Nederlandse sportverenigingen. Kenmerkend is dat de opbrengst van de merchandising van clubartikelen ten goede komt aan de clubs en niet hoeft worden afgedragen aan de kledingsponsor.
FC Groningen, Vitesse en NAC Breda droegen kleding van Klupp. Daarnaast heeft Klupp anno 2024 een overeenkomst met de Surinaamse Voetbal Bond. Ook werkt het samen met verschillende eredivisie-basketbalclubs.
Naast samenwerkingen met profclubs is Klupp ook vertegenwoordigd in de amateursport, waaronder korfbal, badminton, volleybal, tennis, handbal, tafeltennis, hockey en rugby.